# Moroka River
Der Moroka River ist ein Fluss im östlichen Gippsland im australischen Bundesstaat Victoria.

## Verlauf
Er entspringt unterhalb Picture Point im Alpine National Park in einer Höhe von 1580 m, fließt in einer großen S-Kurve nach Nordosten und mündet nach 48 Kilometern in den Wonnangatta River.

### Nebenflüsse
An seinem östlichsten Punkt nimmt der Moroka River den aus Osten kommenden Little River auf. Von Süden stößt der Playboy Creek dazu und wenige Kilometer vor der Mündung in den Wonnangatta River erreicht ihn der Carey Creek von Norden, der am ’Mount Howitt’ entspringt.
Der Moroka River und seine Nebenflüsse verlaufen durch das größtenteils unbesiedelte Gebiet des Alpine National Park.